# 四賀村 (長野県諏訪郡)
四賀村（しがむら）は長野県諏訪郡にあった村。概ね現在の諏訪市大字四賀にあたる。

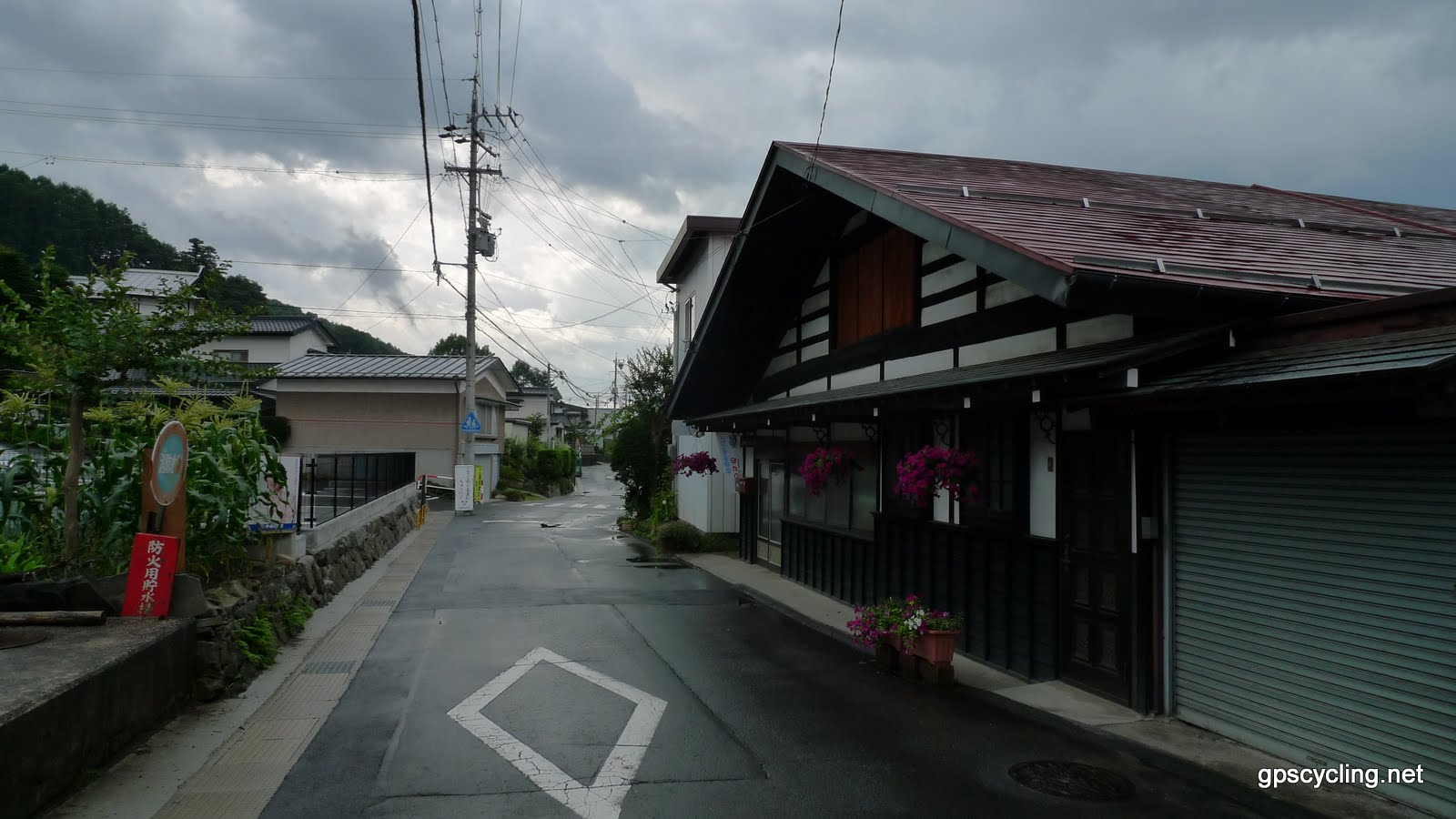
旧甲州街道の諏訪市四賀(2009年)

## 地理
- 山：霧ヶ峰、車山
- 河川：上川

## 歴史
- 1873年（明治7年）10月13日 - 筑摩県諏訪郡上桑原村・赤沼村・飯島村・神戸村が合併して四賀村となる。
- 1876年（明治9年）8月21日 - 長野県の所属となる。
- 1889年（明治22年）4月1日 - 町村制の施行により、四賀村が単独で自治体を形成。
- 1941年（昭和16年）8月10日 - 上諏訪町・豊田村と合併して諏訪市が発足。同日四賀村廃止。

## 交通

### 鉄道路線
村域を鉄道省の中央本線が通過したが、駅は所在しなかった。

### 道路
- 国道8号（現・国道20号）